# Tuoba xylophaga
Tuoba xylophaga is een duizendpotensoort uit de familie van de Geophilidae. De wetenschappelijke naam van de soort is voor het eerst geldig gepubliceerd in 1903 door Attems.